# Вулиці Маріуполя
Перелік вулиць і площ Маріуполя — поданий за районами міста.
Маріуполь віднесений до переліку історичних міст України. Це накладає на мешканців міста та міськвиконком обов'язки зі збереження й реставрації історичних пам'яток та археологічних розкопок в місті. Ще 1993 року в Маріуполі працювала комісія працівників Харківського інституту «Укрпроектреставрація». Вони провели аналіз історико-архітектурного плану забудови Маріуполя. Було визнано сто сімдесят дві (172) історично вартісних споруди. Але тільки шість із них отримали статус пам'яток архітектури місцевого значення. Приємно і важливо, що серед них споруди різних історичних етапів, серед них —
- Водонагнітна вежа (доба сецесії, арх. В. О. Нільсен, 1908-1910 рр.)
- Два будинки зі шпилями на вул. Артема (арх. Лев Яновицький, 1958 р., сталінський ампір)
- Драматичний театр (сталінський ампір)
- Індустріальний коледж, вулиця Георгіївська (колишня Маріупольська Олександрівська чоловіча гімназія, доба сецесії, арх. Толвінський Микола Костянтинович[2], проект 1876 року.)
- Палац Молоді (колишній готель Національ, доба сецесії).

Кількість історично вартісних споруд в Маріуполі була більша, ніж сто сімдесят дві (172), бо низка споруд доби пізнього класицизму та сецесії була поруйнована і ніколи не відновлена. Низка збережених споруд доби сецесії не доглянута, погано використовується і не зберігається при гострій необхідності пішохідної зони в історичному центрі, нових майстерень для художників і ремісників, приміщень для роботи гуртків школярів і молоді тощо.
Значним недоліком звіту є відсутність в переліку — охоронних зон археологічних пам'яток доби неоліту в Маріуполі та його околиць, втрата котрих може бути непоправною для історії.

## Центральний район
- Вулиця Авіаційна (Маріуполь)
- Грецька площа
- Вулиця Архітектора Нільсена
- Вулиця Атласна (Маріуполь)
- Вулиця А. Куїнджі (Маріуполь),
- Вулиця Бахмутська (Маріуполь)
- Вулиця Берегова (Маріуполь)

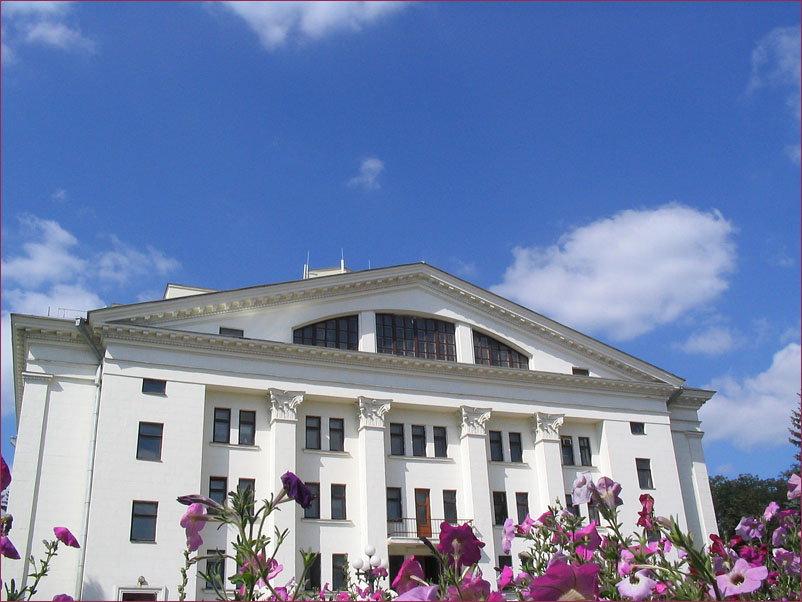
Маріуполь. Драмтеатр у Центральному районі

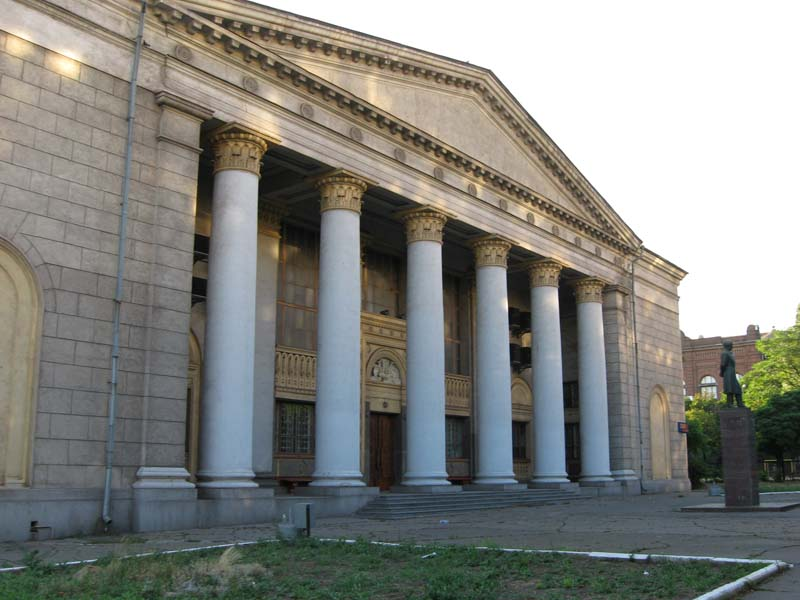
Палац культури «Маріуполь», пр. Металургів.

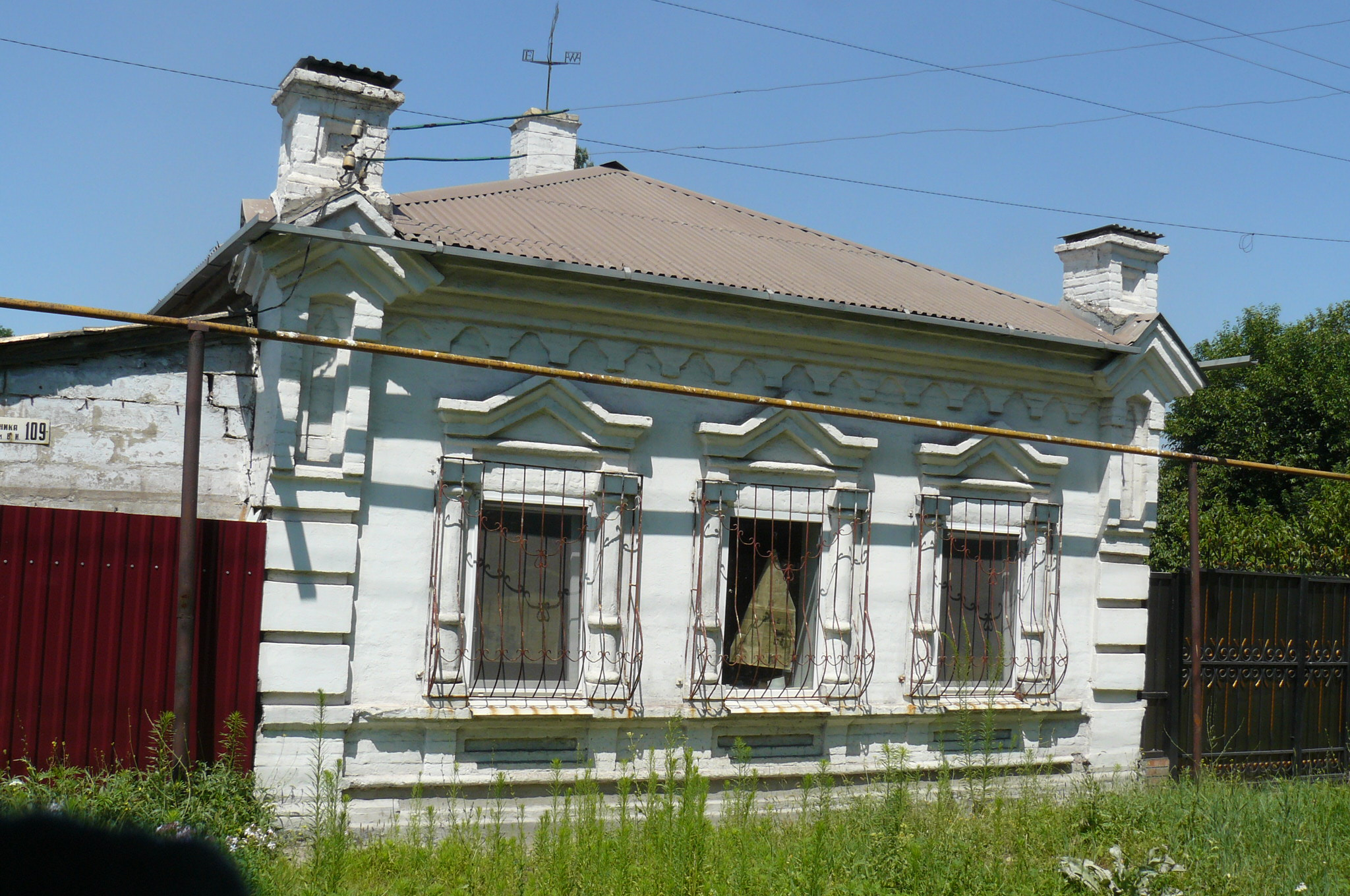
Пересічна забудова доби сецесії, Маріуполь

- Проспект Будівельників (Маріуполь)
- Вулиця Верхні Аджахи (Маріуполь)
- Вулиця Спаська (Маріуполь)
- Вулиця Георгіївська
- Вулиця Готфейська (Маріуполь)
- Вулиця Годовикова (Маріуполь)
- Вулиця Гранітна (Маріуполь)
- провулок Грецький
- Вулиця М. Грушевського
- Вулиця Євпаторійська (Маріуполь)
- Вулиця Живописна (Маріуполь)
- Вулиця Заводська
- Провулок Заводський
- Запорізьке шосе
- Вулиця Звонка (Маріуполь)
- Вулиця Зелінського (Маріуполь)
- Вулиця Земська (Маріуполь)
- Вулиця Затишна
- Вулиця Італійська
- Вулиця Казанцева
- Вулиця Кальміуська (Маріуполь)
- Вулиця Кальчанська (Маріуполь)
- Вулиця Карасівська (Маріуполь)
- Вулиця Кафайська (Маріуполь)
- Вулиця Конституції (Маріуполь)
- Вулиця Кооперативна (Маріуполь)
- Вулиця Крайня (Маріуполь)
- Вулиця Куїнджі (Маріуполь)
- Вулиця Купріна (Маріуполь)
- Вулиця Леванєвського (Маріуполь)
- Вулиця Мар'їнська (Маріуполь)
- Вулиця Матросова (Маріуполь)
- Вулиця Міжрічкова (Маріуполь)
- Вулиця Миколаївська (Маріуполь)
- Проспект Миру
- Вулиця Митрополитська
- Вулиця Моцарта (Маріуполь)
- Вулиця Осіпенка (Маріуполь)
- Вулиця Осоавіахіма (Маріуполь)
- Вулиця О. П. Островського
- Вулиця П. Орлика
- Вулиця Паркова (Маріуполь)
- Вулиця Пілотів (Маріуполь)
- Вулиця Правобережна
- Площа Правобережна
- Площа Правобережний
- Вулиця Резервуарна (Маріуполь)
- Вулиця Річна (Маріуполь)
- Вулиця Серова (Маріуполь)
- Вулиця Семенішина (Маріуполь)
- Вулиця Соборна
- Вулиця Солідарності
- Площа Театральна (Маріуполь)
- Вулиця Торгова (Маріуполь)
- Вулиця Таврійська
- Вулиця Успенська
- Вулиця Фонтанна (Маріуполь)
- Вулиця І. Франка
- Вулиця Променева
- Провулок Променевий
- Вулиця Харлампіївська (Маріуполь)
- Бульвар Шевченка (Маріуполь)
- Вулиця Шевченка (Маріуполь)
- Вулиця Л. Яруцького

## Кальміуський район
- Вулиця Арктики (Маріуполь)
- Вулиця Армійська (Маріуполь)
- Вулиця Баха (Маріуполь)
- Вулиця Блажевича (Маріуполь)
- Вулиця Белякова (Маріуполь)
- Нікопольський проспект
- Вулиця Боткіна (Маріуполь)
- Вулиця Брестська (Маріуполь)
- Вулиця Бульварна (Маріуполь)
- Вулиця Васнецова (Маріуполь)
- Вулиця Вознесенська
- Вулиця Волонтерівська (Маріуполь)
- Вулиця Волочаєвська (Маріуполь)

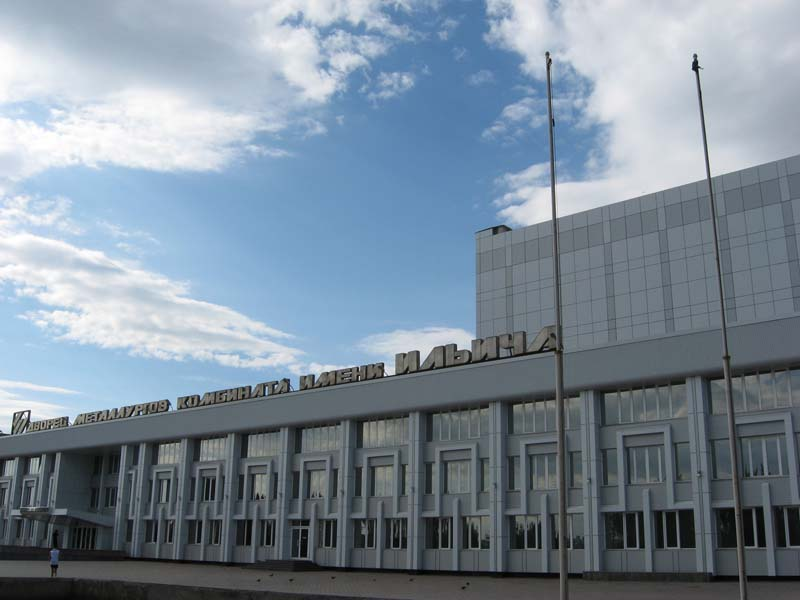
Палац металургів. Проспект Металургів

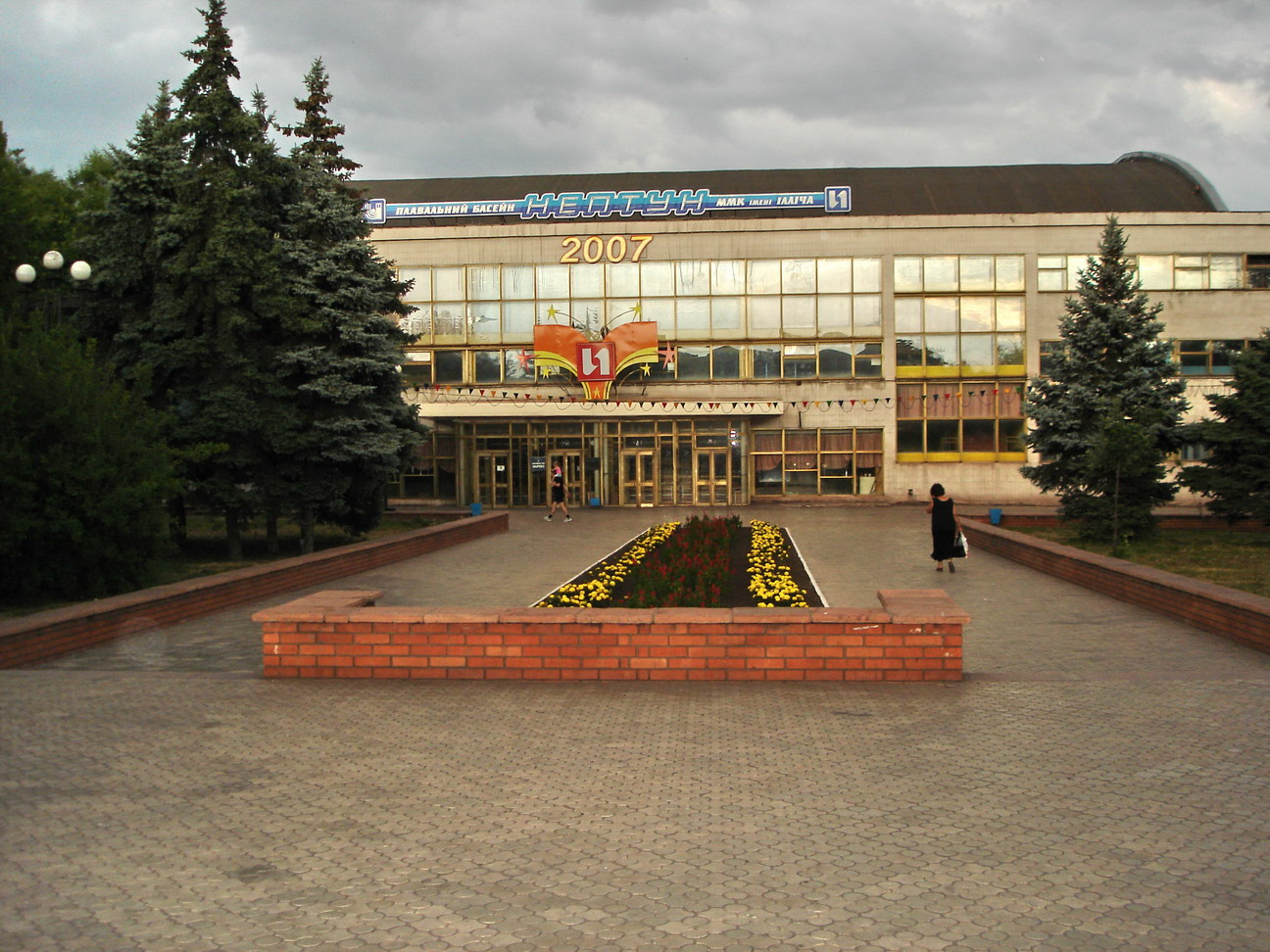
Плавбасейн «Нептун». Проспект Металургів

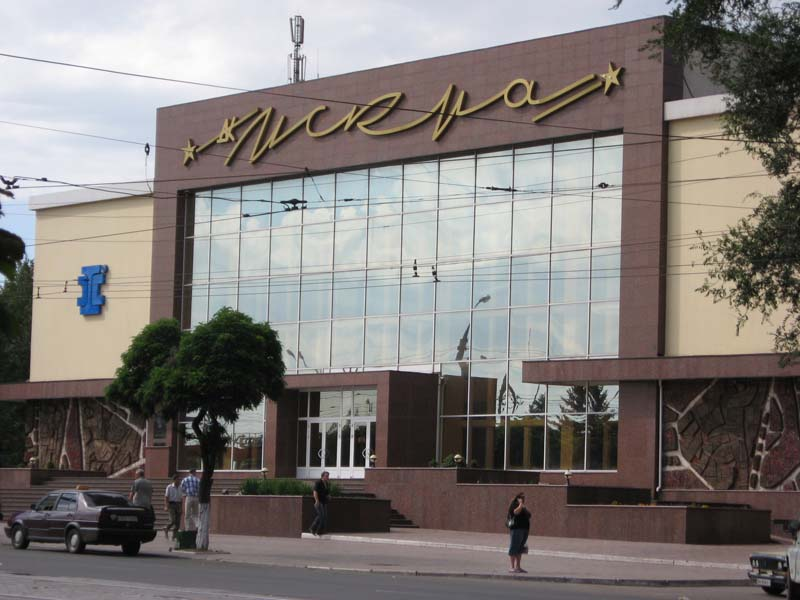
Палац культури «Іскра». Нiкопольський проспект

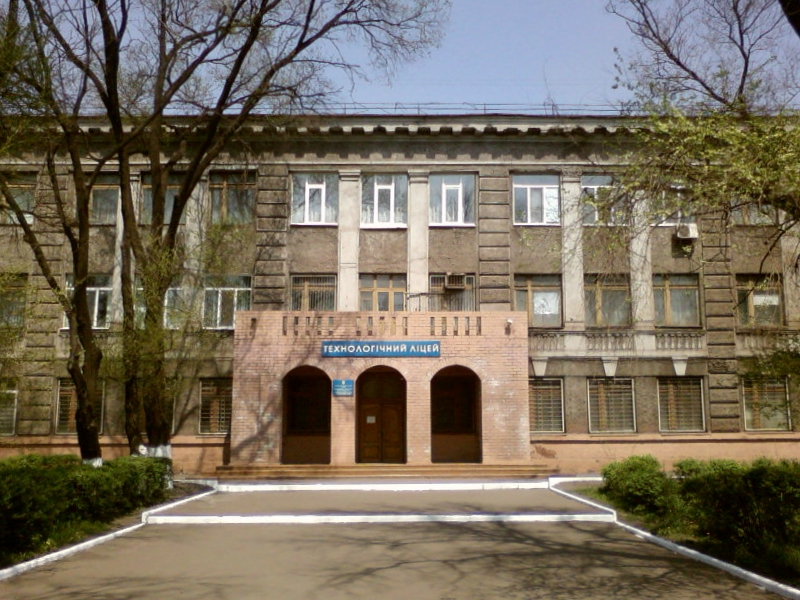
Маріуполь. Технологічний ліцей. Нiкопольський проспект

- Вулиця Восьмого Березня (Маріуполь)
- Вулиця Вузовська (Маріуполь)
- Вулиця Гастелло (Маріуполь)
- Вулиця Глинки (Маріуполь)
- Вулиця Гоголя (Маріуполь)
- Вулиця Гонди (Маріуполь)
- Вулиця Ділова (Маріуполь)
- Вулиця Дніпровська (Маріуполь)
- Вулиця Дністровська (Маріуполь)
- Вулиця Достоєвського (Маріуполь)
- Вулиця Жигулівська (Маріуполь)
- Вулиця Заозерна (Маріуполь)
- Вулиця Запорізька (Маріуполь)
- Вулиця Зеленогорська (Маріуполь)
- Вулиця Зорі (Маріуполь)
- Вулиця Ізмайловська (Маріуполь)
- Вулиця Карпинського (Маріуполь)
- Вулиця Кравченка (Маріуполь)
- Вулиця Космічна (Маріуполь)
- Вулиця Курако (Маріуполь)
- Вулиця Курганна (Маріуполь)
- Вулиця Курчатова (Маріуполь)
- Вулиця Лева Толстого (Маріуполь)
- Вулиця Левченко (Маріуполь)
- Вулиця Ливарна (Маріуполь)
- Вулиця Лобачевського (Маріуполь)
- Вулиця Макара Мазая (Маріуполь)
- Вулиця Маміна-Сибіряка (Маріуполь)
- Вулиця Мартенівська (Маріуполь)
- Проспект Металургів (Маріуполь)
- Вулиця Монтажна (Маріуполь)
- Вулиця Моторна (Маріуполь)
- Вулиця Мюда (Маріуполь)
- Вулиця Невська (Маріуполь)
- Вулиця Нестерова (Маріуполь)
- Вулиця Новосибірська (Маріуполь)
- Вулиця Новосільська (Маріуполь)
- Вулиця Новотрубна (Маріуполь)
- Вулиця Олеко Дундіча (Маріуполь)
- Вулиця Паралельна (Маріуполь)
- Вулиця Пархоменко (Маріуполь)
- Вулиця Перовської (Маріуполь)
- Вулиця Пестеля (Маріуполь)
- Площа Левченка (Маріуполь)
- Площа Машинобудівників (Маріуполь)
- Вулиця Плеханова (Маріуполь)
- Вулиця Прохідна (Маріуполь)
- Вулиця Погранічна (Маріуполь)
- Вулиця Покришкіна (Маріуполь)
- Вулиця Радіщева (Маріуполь)
- Вулиця Ракетна (Маріуполь)
- Вулиця Татіщева (Маріуполь)
- Вулиця Сакко і Ванцетті (Маріуполь)
- Вулиця Семафорна (Маріуполь)
- Вулиця Семашка (Маріуполь)
- Вулиця Сеченова (Маріуполь)
- Вулиця Сільська (Маріуполь)
- Вулиця Січових стрільців (Маріуполь)
- Вулиця Стадіонна (Маріуполь)
- Вулиця Станційна (Маріуполь)
- Вулиця Солдатська (Маріуполь)
- Вулиця Сорочинська (Маріуполь)
- Вулиця Тополина (Маріуполь)
- Вулиця Уральська (Маріуполь)
- Вулиця Халхінгольська (Маріуполь)
- Вулиця Чернишевського (Маріуполь)
- Вулиця Шопена (Маріуполь)

## Лівобережний район
- Вулиця Азовстальська (Маріуполь)
- Вулиця Белінського (Маріуполь)
- Вулиця Волгоградська (Маріуполь)
- Вулиця Володимирська (Маріуполь)
- Вулиця Вороніхіна (Маріуполь)
- Вулиця Гончарова (Маріуполь)
- Вулиця Голубенко (Маріуполь)
- Вулиця Декабристів(Маріуполь)
- Вулиця Довженко (Маріуполь)
- Вулиця Донська (Маріуполь)
- Вулиця Дзеркальна (Маріуполь)
- Вулиця Зої Космодем'янської (Маріуполь)
- Вулиця Ізотова (Маріуполь)
- Вулиця Київська (Маріуполь)
- Вулиця Кольцова (Маріуполь)
- Вулиця Короленко (Маріуполь)
- Вулиця Крилова (Маріуполь)
- Вулиця Кузбаська (Маріуполь)
- Вулиця Лепорського (Маріуполь)
- Вулиця Лермонтова (Маріуполь)
- Вулиця Лівобережна (Маріуполь)
- Вулиця Ломізова (Маріуполь)
- Вулиця Маяковського (Маріуполь)
- Вулиця Межова (Маріуполь)
- Вулиця Менделєєва (Маріуполь)
- Вулиця Молонова (Маріуполь)
- Морський бульвар
- Вулиця Мусоргського(Маріуполь)
- Вулиця Набережна (Маріуполь)
- Вулиця Олімпійська (Маріуполь)

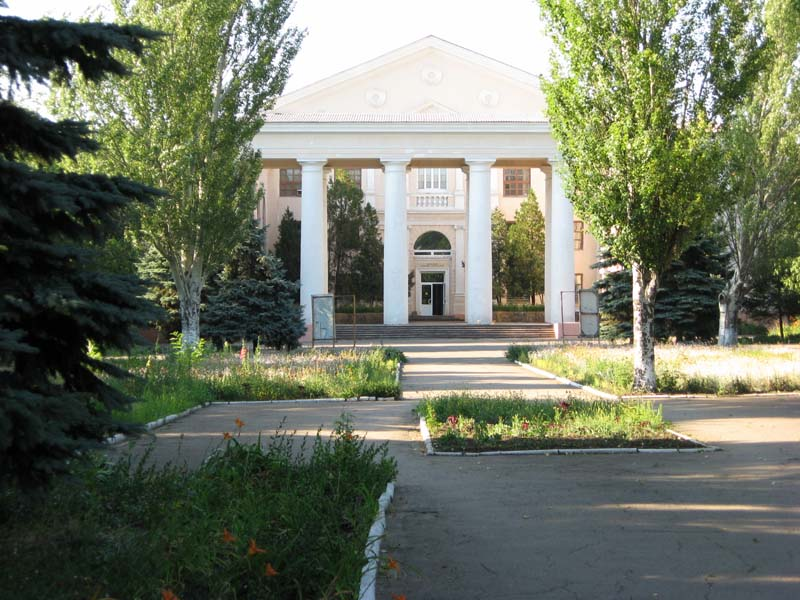
Палац Будівельників. Вулиця Азовстальська

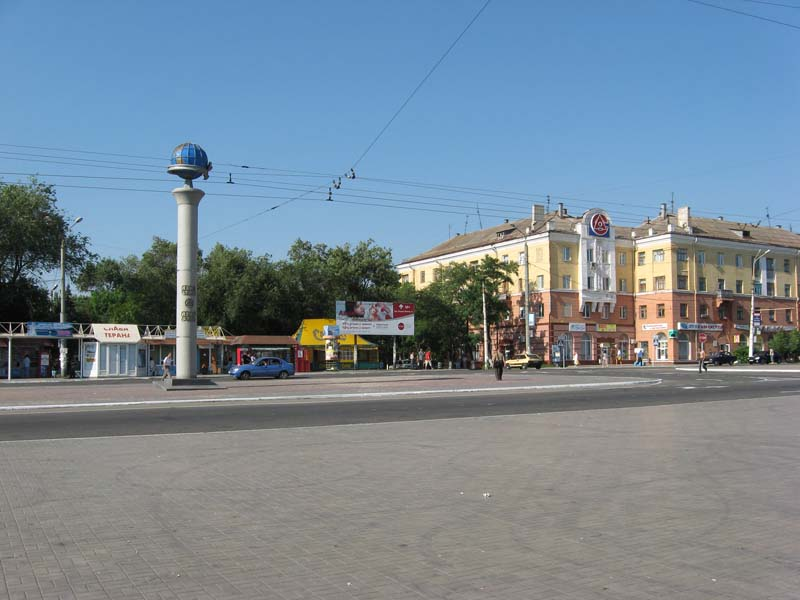
Площа Перемоги.

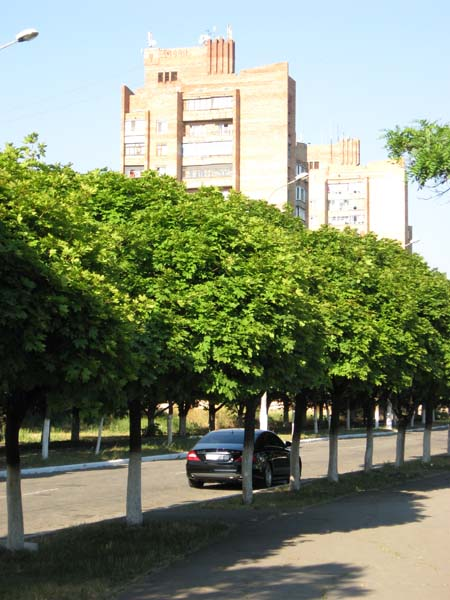
Морський бульвар

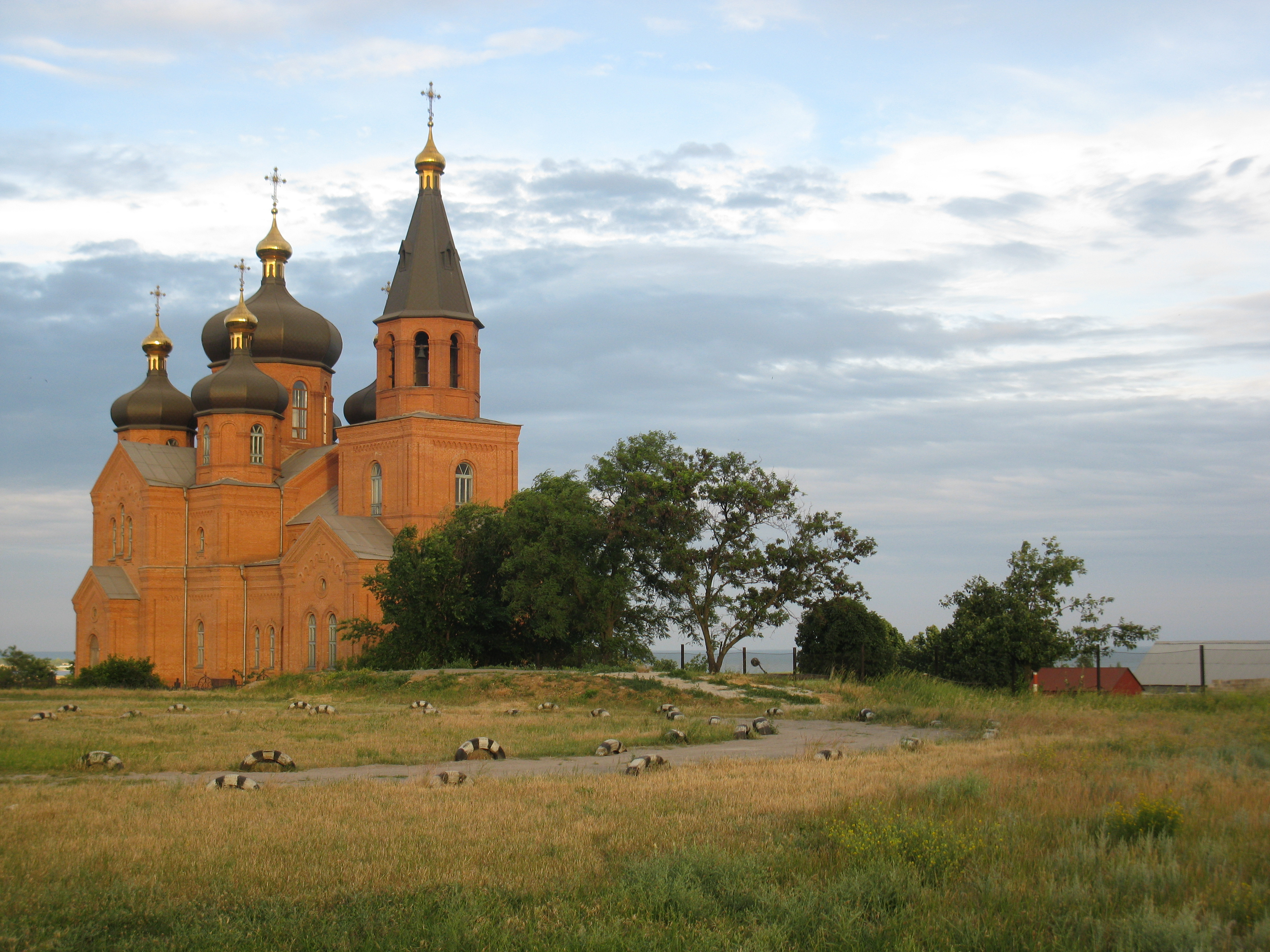
Храм святого Архістратига Михаїла

- Вулиця Українського Козацтва(Маріуполь)
- Вулиця Панфілова (Маріуполь)
- Вулиця Панаса Мирного (Маріуполь)
- Вулиця Пашковського (Маріуполь)
- Площа Перемоги (Маріуполь)
- Проспект Перемоги (Маріуполь)
- Вулиця Преображенська (Маріуполь)
- Проспект 1 травня (Маріуполь)
- Вулиця Планова (Маріуполь)
- Вулиця Ровенська (Маріуполь)
- Вулиця Різдвяна (Маріуполь)
- Вулиця Серго (Маріуполь)
- Вулиця Станіславського (Маріуполь)
- Вулиця Стахановська (Маріуполь)
- Вулиця Сортувальна (Маріуполь)
- Вулиця 130-ї Таганрозької Дивізії (Маріуполь)
- Вулиця Таганрозька (Маріуполь)
- Вулиця Трудова (Маріуполь)
- Вулиця О.М.Фурманова (Маріуполь)
- Вулиця Чкалова (Маріуполь)

## Приморський район
- Вулиця Азовська (Маріуполь)
- Вулиця Ангарська (Маріуполь)
- Вулиця Батумська (Маріуполь)
- Вулиця Бахчіванджи (Маріуполь)

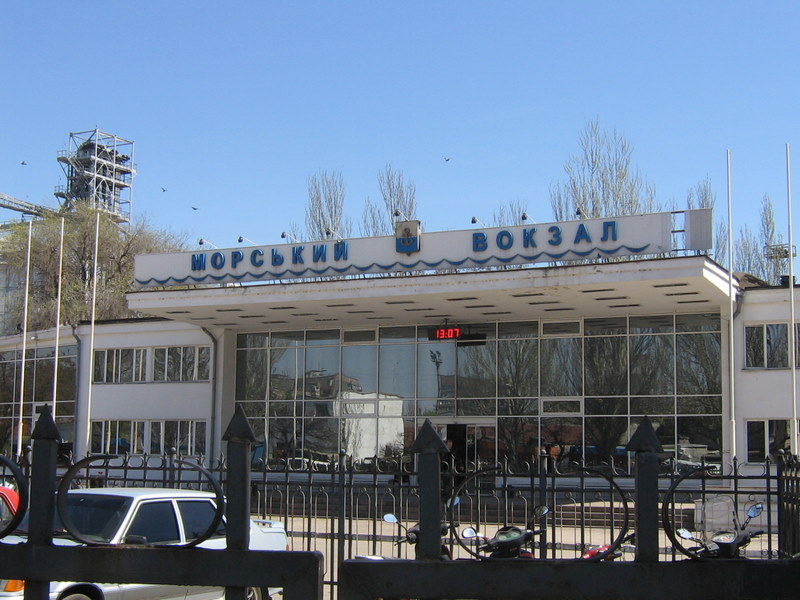
Маріупольський морський вокзал.

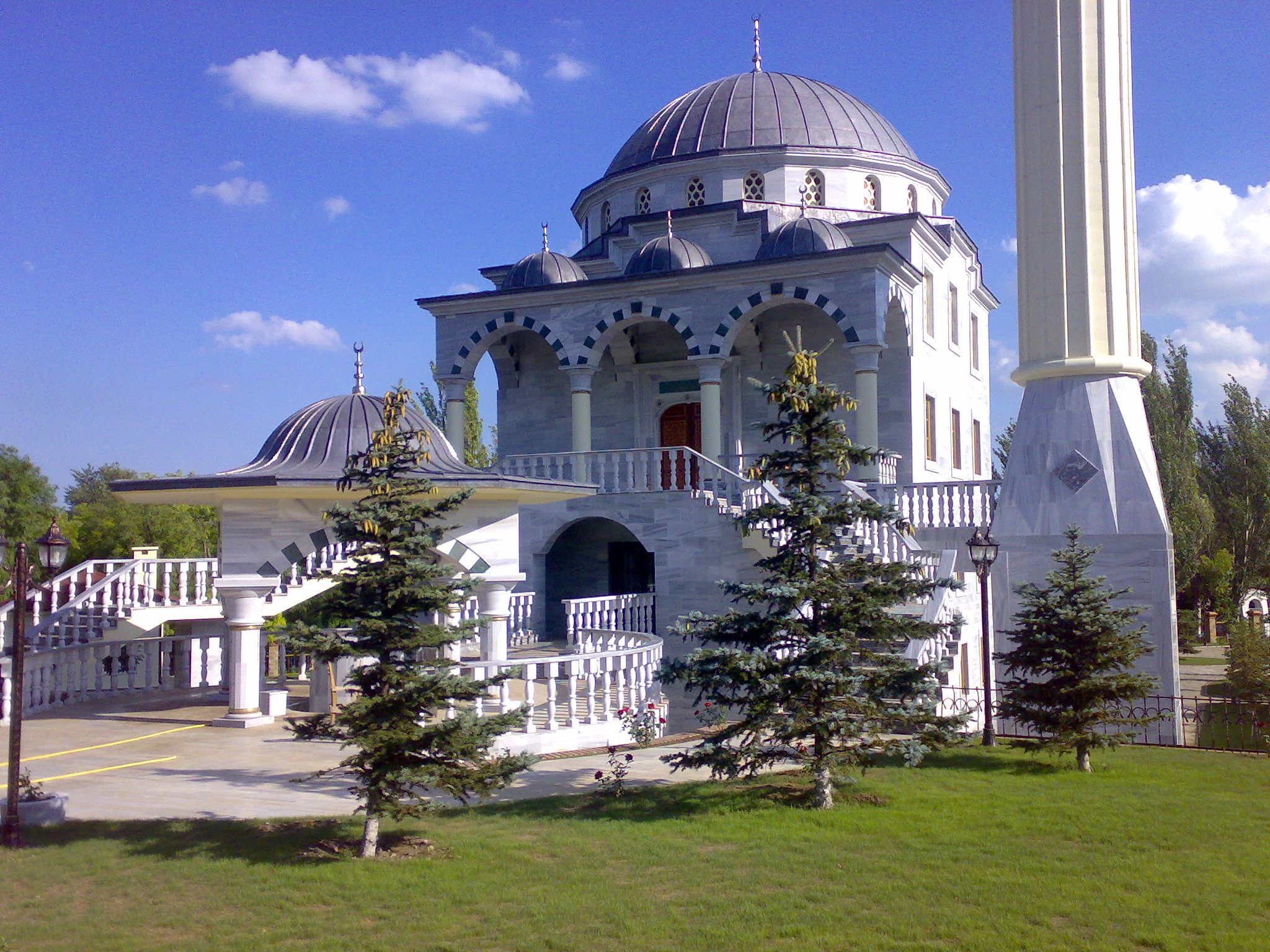
Мечеть в Маріуполі.

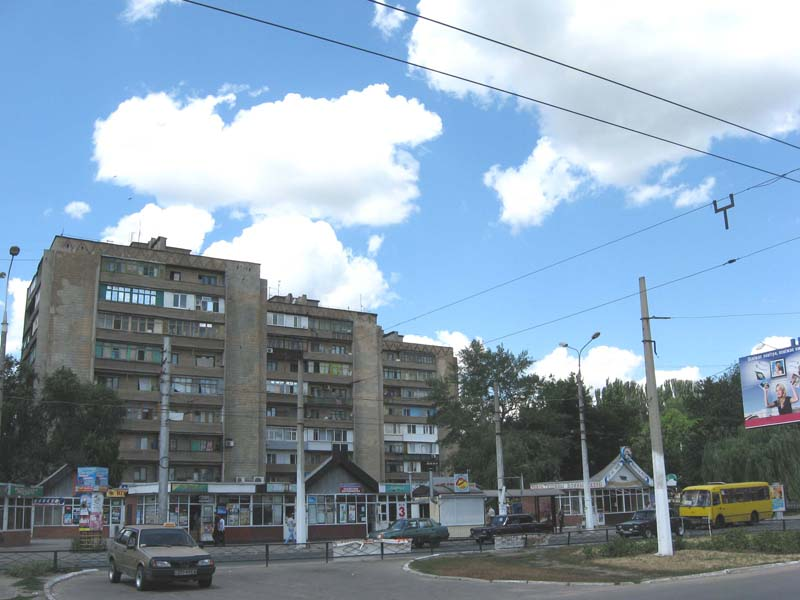
Проспект Луніна

- Проспект Будівельників (Маріуполь)
- Вулиця Ватутіна (Маріуполь)
- Вулиця Повітрофлотська (Маріуполь)
- Вулиця Громової (Маріуполь)
- Вулиця Дарвіна (Маріуполь)
- Вулиця Десантна (Маріуполь)
- Вулиця Донецька (Маріуполь)
- Вулиця Західна (Маріуполь)
- Вулиця Зінцева Балка (Маріуполь)
- Вулиця Кавказька (Маріуполь)
- Вулиця Калініна (Маріуполь)
- Вулиця Кісси (Маріуполь) — на честь Кісси Н. М. — першої жінка-капітана на Азовському морі.
- Вулиця Кранова (Маріуполь)
- Вулиця Флотська (Маріуполь)
- Вулиця Коперникова (Маріуполь)
- Вулиця Ласкова (Маріуполь)
- Вулиця Латишева (Маріуполь)
- Вулиця Ломоносова(Маріуполь)
- Проспект Луніна  (Маріуполь)
- Вулиця Маркелова (Маріуполь)
- Вулиця Меломеда (Маріуполь)
- Вулиця Міжнародна (Маріуполь)
- Вулиця Очаківська (Маріуполь)
- Вулиця Простора (Маріуполь)
- Приморський бульвар (Маріуполь)
- Площа Мічмана Паніна (Маріуполь)
- Вулиця Розова (Маріуполь)
- Вулиця Санаторна (Маріуполь)
- Вулиця Сімферопольська (Маріуполь)
- Вулиця Суворова (Маріуполь)
- Вулиця Федорова (Маріуполь)
- Вулиця Шишкіна (Маріуполь)
- Вулиця Ширшова (Маріуполь)
- Вулиця Ялтинська (Маріуполь)
- Вулиця  (Маріуполь)

## Перейменування
У грудні 1991 року рішенням міської ради Маріуполя були перейменовані (повернуті дореволюційні назви) такі вулиці в старій частині міста:
- вул. 1 Травня — вул. Георгіївська,
- вул. III Інтернаціоналу — вул. Торгова,
- вул. Апатова (частина — на схід від проспекту Металургів) — вул. Італійська,
- вул. Донбаська — вул. Миколаївська,
- вул. Івана Франка — вул. Фонтанна,
- вул. Карла Лібкнехта (частина — на схід від проспекту Металургів) — вул. Митрополитська,
- вул. Карла Маркса — вул. Грецька,
- вул. Комсомольська — вул. Євпаторійська,
- вул. Красноармійська — вул. Готфейська,
- вул. Куїнджі — вул. Карасівська,
- вул. Пролетарська — вул. Кафайська,
- вул. Рози Люксембург — вул. Земська,
- вул. Радянська — вул. Харлампіївська.

У 1990—2000-х роках також були перейменовані такі вулиці й площі:
- вул. Серго — вул. Якова Гугеля (в Лівобережному районі) — на честь керівника будівництва й першого директора «Азовсталі»,
- пров. Республіки — вул. Університетська (у центрі міста),
- пл. Конституції — пл. Машинобудівників (неподалік парку Петровського),
- пл. біля басейну «Нептун» — майдан Незалежності.

Також чимало вулиць міста було перейменовано в 2015—2017 роках.

## Джерела

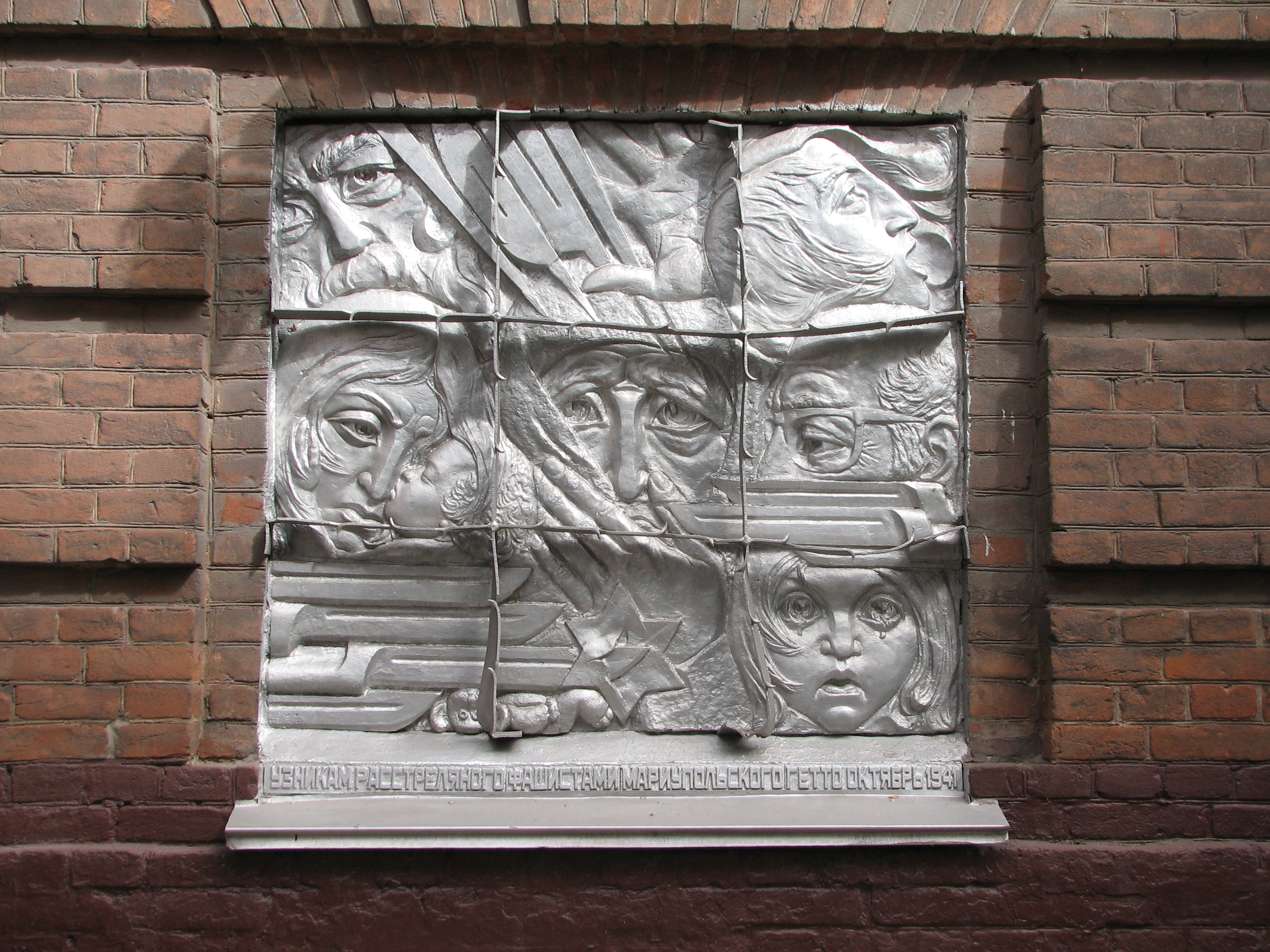
Будинок, у якому у 1941 р. знаходилось тимчасове єврейське гетто. Центральний район.